# Algemene verkiezingen in Botswana (1984)

De resultaten per kiesdistrict.

De Algemene verkiezingen in Botswana van 1984 vonden op 8 september plaats. De verkiezingen werden gewonnen door de Botswana Democratic Party (BDP) die qua zetelaantal gelijk bleef. Oppositiepartij Botswana National Front (BNF) won twee zetels en kwam uit op 4. De opkomst was met 77,6% de hoogste ooit.

## Nationale Vergadering
Het aantal kiesgerechtigden bedroeg 293.571, waarvan 227.756 (77,6%) hun stem uitbrachten. Naast de 34 verkozenen, werden nog 4 indirect gekozenen aan het parlement toegevoegd.
| Partij                          | Partij                          | Zetels  | %      |
| ------------------------------- | ------------------------------- | ------- | ------ |
|                                 | Botswana Democratic Party       | 29      | 68,00  |
|                                 | Botswana National Front         | 4       | 20,40  |
|                                 | Botswana People's Party         | 1       | 6,60   |
|                                 | Botswana Independence Party     | 0       | 3,20   |
|                                 | Botswana Progressive Union      | 0       | 1,30   |
| Partijloos                      | Partijloos                      | 0       | 0,50   |
| Totaal                          | Totaal                          | 34      | 100,00 |
| Geregistreerde kiezers/ opkomst | Geregistreerde kiezers/ opkomst | 293.571 | 77,60  |
| Bron: AED                       |                                 |         |        |

Oppositieleider Kenneth Koma (BNP) werd in zijn kiesdistrict met 22 stemmen verschil nipt verslagen door vicepresident Peter Mmusi (BDP). Later werd er op een stembureau een nog ongeopende stembus aangetroffen, reden voor Koma om de uitslag aan te vechten. Het hooggerechtshof stelde Koma in het gelijk, verklaarde op 21 oktober de stemming nietig en bij een herverkiezing in december 1984 werd Koma in de Nationale Vergadering gekozen ten koste van Mmusi.

## Regionale- en gemeenteraadsverkiezingen
Bij de verkiezingen voor regionale volksvertegenwoordigingen en gemeenteraden die op dezelfde dag werden gehouden als de parlementsverkiezingen, wist het Botswana National Front (BNF) een meerderheid aan zetels in de gemeenteraad van de hoofdstad Gaborone te verwerven. Ook in andere gemeenteraden werd de partij de grootste, m.u.v. de gemeenteraad van Selebi-Phikwe.

## Presidentsverkiezingen

### Presidentskandidaten
Op 11 augustus stelden de volgende personen zich kandidaat voor het presidentschap: 
- Dr. Knight T. Maripe (BPP)
- Sir Quett K.J. Masire (BDP)
- Daniel K. Kwele (BPU)[4]

### Uitslag
Sir Quett Masire, die de in 1980 overleden Sir Seretse Khama als staatshoofd was opgevolgd, werd door de nieuwe Nationale Vergadering gekozen tot president voor de duur van vijf jaar

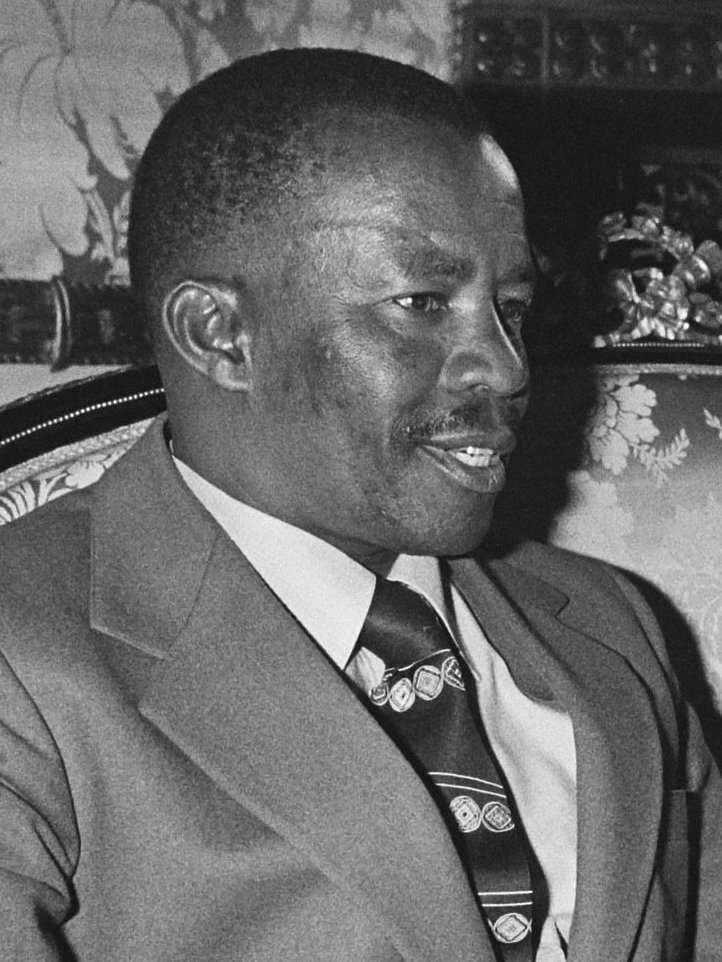
Zittend president Quett Masire werd door de Nationale Vergadering herkozen.

Algemene en regionale verkiezingen: 1965 · 1969 · 1974 · 1979 · 1984 · 1989 · 1994 · 1999 · 2004 · 2009 · 2014 · 2019 ·  2024

Referenda: 1987 · 1997 · 2001
]